# Article 11 de la Convention européenne des droits de l'homme
L'article 11 de la Convention européenne des droits de l'homme protège la liberté de réunion et d’association.

## Texte
Liberté de réunion et d’association
1. Toute personne a droit à la liberté de réunion pacifique et à la liberté d’association, y compris le droit de fonder avec d’autres des syndicats et de s’affilier à des syndicats pour la défense de ses intérêts.
2. L’exercice de ces droits ne peut faire l’objet d’autres restrictions que celles qui, prévues par la loi, constituent des mesures nécessaires, dans une société démocratique, à la sécurité nationale, à la sûreté publique, à la défense de l’ordre et à la prévention du crime, à la protection de la santé ou de la morale, ou à la protection des droits et libertés d’autrui. Le présent article n’interdit pas que des restrictions légitimes soient imposées à l’exercice de ces droits par les membres des forces armées, de la police ou de l’administration de l’État.

## Principe
En 2020, au début de la pandémie de Covid-19 en Suisse, le gouvernement a décrété une interdiction générale de manifester. Saisie par la Communauté genevoise d’action syndicale, la Cour européenne des droits de l'homme a jugé en 2022 que c'était une limitation disproportionnée de la liberté de réunion,.